# Lectin

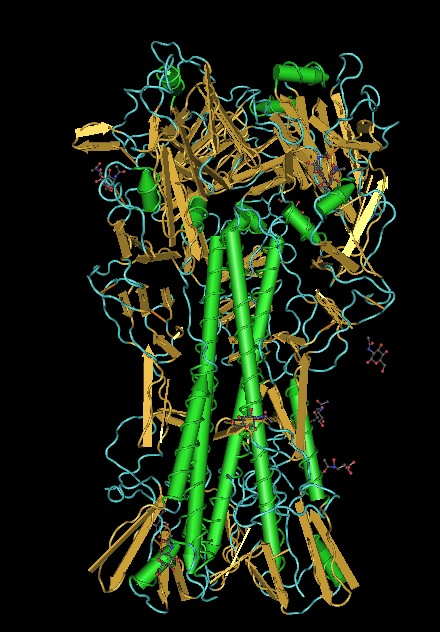
Cấu trúc bên của hemagglutinine

Lectin là các protein liên kết carbohydrate, là các đại phân tử đặc hiệu cao cho phần hay nhóm đường của các phân tử khác. Lectin thực hiện nhận diện ở cấp độ tế bào và phân tử và đóng vai trò quan trọng trong các hiện tượng nhận biết sinh học liên quan đến tế bào, carbohydrate và protein. Lectin cũng làm trung gian cho "gắn dính" và lắng kết vi khuẩn và virus, đây là những mục tiêu "dự bị" của chúng.
Lectin có mặt ở khắp nơi trong tự nhiên và được tìm thấy trong nhiều loại thực phẩm. Lectin có thể tìm thấy trong các loại ngũ cốc, cây họ Đậu, cây họ Cà và các sản phẩm từ sữa. Một số loại thực phẩm như đậu và ngũ cốc cần phải được nấu chín hoặc lên men để giảm hàm lượng lectin, nhưng lượng lectin được tiêu thụ trong chế độ ăn uống cân bằng điển hình thì không có hại gì cả. Một số lectin có lợi, chẳng hạn như CLEC11A thúc đẩy sự phát triển xương, trong khi một số khác lại có thể là những chất độc mạnh như ricin.
Lectin có thể bị vô hiệu hóa bởi mono- và oligosaccharide đặc hiệu khi những saccharide này liên kết với lectin. Sự liên kết này có thể ngăn cản sự gắn kết của lectin với các carbohydrate trong màng tế bào. Khả năng chọn lọc của lectin làm chúng rất hữu ích trong việc phân tích nhóm máu, và chúng cũng được sử dụng trong một số cây trồng biến đổi gen để chuyển các tính trạng, như khả năng kháng sâu bệnh và kháng thuốc diệt cỏ.

## Lịch sử
Trước khi được hiểu rõ về các chức năng sinh học của mình, các lectin thực vật, còn được gọi là phytohemagglutinin, đã được ghi nhận về tính đặc hiệu cao cho các glycoconjugate ngoại lai (ví dụ như từ nấm, động vật không xương sống và động vật)  và được sử dụng trong y sinh để xét nghiệm tế bào và trong hóa sinh để chưng cất phân đoạn.
Mặc dù chúng được phát hiện lần đầu tiên cách đây 100 năm ở thực vật, giờ đây các lectin được biết là có mặt khắp nơi trong tự nhiên. Người ta cho rằng các mô tả sớm nhất của lectin cụ thể đã được đưa ra bởi Peter Hermann Stillmark trong luận án tiến sĩ mà ông trình bày vào năm 1888 đến Đại học Dorpat. Stillmrak đã phân lập và tách chiết được ricin, một chất hemagglutinin cực độc, từ hạt của cây thầu dầu (Ricinus communis).
Lectin được tinh chế trên quy mô lớn và được thương mại hóa đầu tiên là concanavalin A, hiện là lectin được sử dụng nhiều nhất cho phân loại đặc tính và thanh lọc các phân tử và cấu trúc tế bào có chứa đường. Các lectin từ các cây họ Đậu có lẽ là các lectin được nghiên cứu nhiều nhất.

## Chức năng sinh học
Hầu hết các lectin không có hoạt tính enzym. Lectin có ở khắp mọi nơi trong tự nhiên. Chúng có thể liên kết với một carbohydrate hòa tan hoặc với phần carbohydrate trong phân tử glycoprotein hoặc glycolipid. Chúng thường kết tụ một số tế bào động vật và/hoặc làm lắng kết các glycoconjugate.